# 寶來町停留場
寶來町停留場（日语：／ Hōraichō teiryūjō */?）是位於日本北海道函館市寶來町21番地先（往谷地頭方向）、寶來町10番地先（往十字街方向），函館市交通局（函館市電）寶來、谷地頭線沿線的電車站。

## 歷史
- 1913年（大正2年）6月17日 - 蓬萊町站開始營業。
- 1965年（昭和40年）7月1日 - 改稱為寶來町站。

## 車站構造
- 寶來町站擁有2個月台（側式月台）、2條電車路線（相反方向）。
- 兩個方向的月台都是有蓋月台及設置殘障人士無障礙設施。

## 車站周邊
- 北海道道675號立待岬函館停車場線
- 函館寶來郵政局
- 函館市公民館
- 高田屋嘉兵衛像
- 高田屋屋敷遺跡
- 函館護國神社
- 龜田勝一郎文學碑
- 千秋庵總本家
- 函館巴士「寶來町」、「高田屋嘉兵衛像前」站
- 函館帝產巴士「CHISUN GRAND 函館」站

## 其他
- 在1992年3月31日之前，本車站曾經是東雲線（寶來町～松風町，1.6公里）的分歧車站，亦曾有1系統（駒場車庫前～函館船塢前）的電車行駛。
- 由於2009年1月曾經進行無障礙化的工程，往谷地頭方向的月台較另一個月台長。由於過去交通燈及尖軌等裝置，車站現在仍保留著月台前端為2系統電車，末端為1系統電車的痕跡。
- 車站亦設置了渡線，讓電車可以因故障或延誤等事故而折返之用。

## 相鄰停留場
函館市交通局（函館市電）
寶來、谷地頭線
十字街（DY20）－寶來町（Y24）－青柳町（Y25）

### 已廢路線
函館市交通局
東雲線
寶來町站 - 榮町站

## 外部連結
- 車站情報 - 寶來町（日文）